# Lapa dos Brejões
Lapa dos Brejões é um complexo de cavernas formado em calcário Neoproterozóico no Grupo Una de cavernas (formação Salitre) ao longo do Rio Jacaré, ao lado nordeste da bacia sedimentar Irecê. É localizado numa porção norte da Chapada Diamantina - Polígono das Secas, na parte norte central da Bahia, cerca de 500 quilômetros da capital Salvador. De acordo com os locais, a Lapa dos Brejões foi descoberta em 1877, mas as primeiras descobertas na caverna foram publicadas apenas em 1938 por Padre Camilo Torrend. Um dos salões desta gruta recebeu o nome de "Sala Padre Torrend" em sua homenagem; na lapa foi encontrado um fóssil de megatério.